# Comuna de Opole Lubelskie
Opole Lubelskie (polaco: Gmina Opole Lubelskie) é uma gminy (comuna) na Polónia, na voivodia de Lublin e no condado de Opole. A sede do condado é a cidade de Opole Lubelskie.
De acordo com os censos de 2004, a comuna tem 17 924 habitantes, com uma densidade 92,5 hab/km².

## Área
Estende-se por uma área de 193,81 km², incluindo:
- área agricola: 62%
- área florestal: 29%

## Demografia
Dados de 30 de Junho 2004:
|                      | Total   | Total | Mulheres | Mulheres | Homens  | Homens |
| -------------------- | ------- | ----- | -------- | -------- | ------- | ------ |
|                      | pessoas | %     | pessoas  | %        | pessoas | %      |
| População            | 17 924  | 100   | 9310     | 51,9     | 8614    | 48,1   |
| Densidade (pop./km²) | 92,5    | 100   | 48       | 48       | 44,4    | 44,4   |

De acordo com dados de 2002, o rendimento médio per capita ascendia a 1152,79 zł.

## Comunas vizinhas
- Chodel, Józefów nad Wisłą, Karczmiska, Łaziska, Poniatowa, Urzędów